# Darci Lynne Farmer
Darci Lynne Farmer est une ventriloque, chanteuse et actrice américaine, née le 12 octobre 2004 à Oklahoma City. Darci Lynne connait la célébrité en 2016 lors de sa participation à l'émission Little Big Shots (en) avec un numéro de ventriloque puis une consécration l'année suivante en remportant la douzième édition d'America's Got Talent. Il est dit d'elle qu'elle a entraîné le renouveau du ventriloquisme,.

## Biographie

### Jeunesse
Darci Lynne aime chanter depuis son enfance, mais sa timidité lui fait redouter de monter sur scène. En 2014, au cours d'un concours de chant (International Cinderella Scholarship Program, qu'elle gagne), elle rencontre la ventriloque Laryssa Bonacquisti qui lui donne l'idée de cette pratique et qui la forme. Après plusieurs mois de pratique, Darci Lynne remporte en 2014 Edmond's Got Talent avec sa première poupée. Le juge Gary Owen, lui-même ventriloque, devient son entraîneur et son manager.

### Révélation
En mars 2016, Darci Lynne remporte le concours Little Big Shots (en). En 2017, elle participe au concours America's Got Talent. La juge Mel B lui offre un Golden buzzer pour sa première apparition, qui lui permet d'accéder aux quarts de finale. Cette performance filmée et diffusée sur youtube créé un buzz dans les 30h suivant sa mise en ligne.
Elle remporte le concours en duo avec Terry Fator, vainqueur de la saison 2 d'America's Got Talent. Après l'annonce de sa victoire, NBC déclare qu'elle a reçu le plus grand nombre de votes positif depuis la création de l'émission .

## Style de ventriloque
Darci Lynne fait bien évidement parler ses poupées, mais surtout a révolutionné le style en faisant chanter ses poupées. Elle est soprano. Avec ses poupées, elle est en mesure de chanter deux à trois voix distinctes.
À partir de 2020, elle se consacre majoritairement à la chanson, sans ventriloquisme.

## Filmographie
2022 : A Cowgirl's Song avec Savannah Lee May et Cheryl Ladd.